# Тубафон

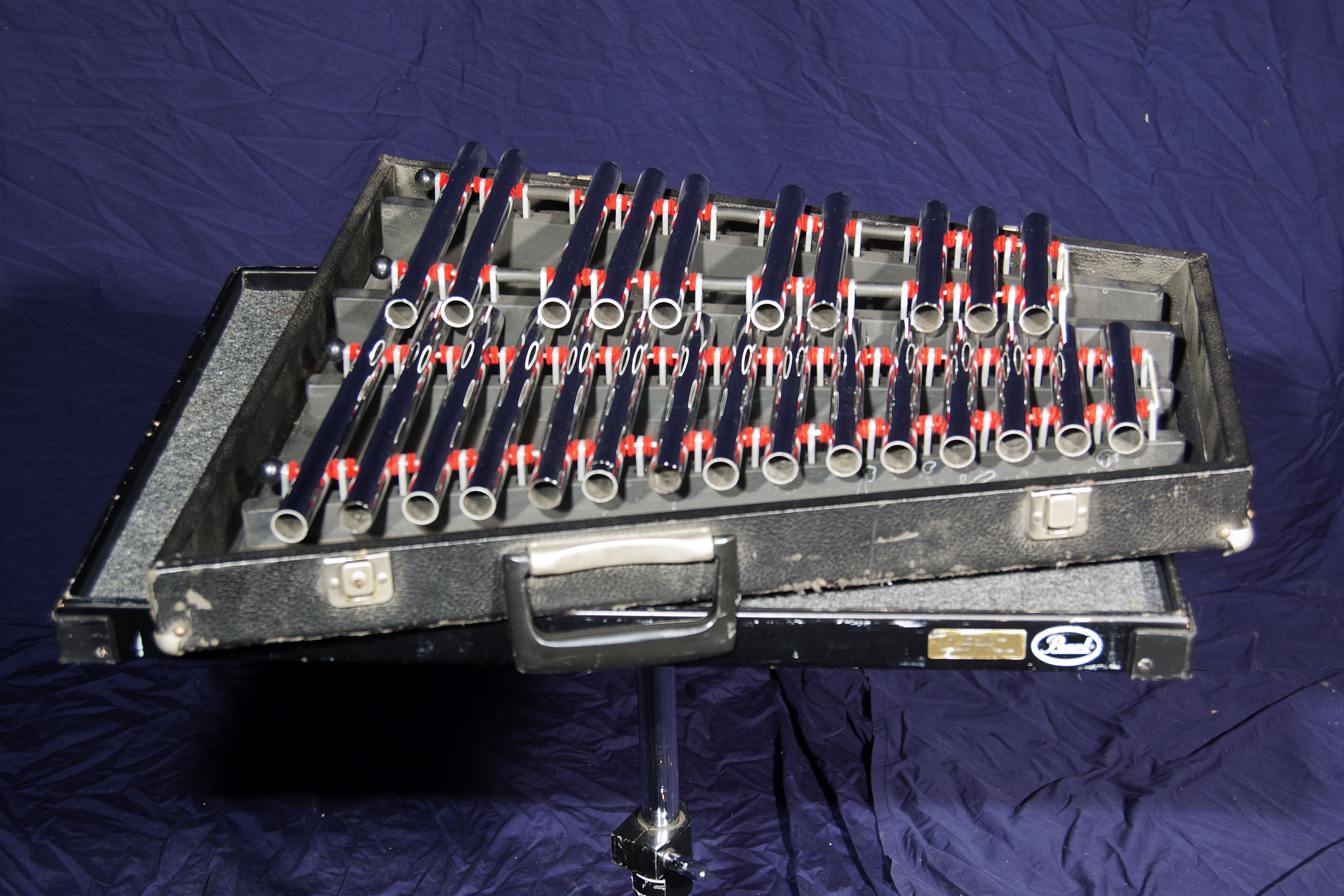

Тубафо́н (від лат. Tuba — труба і грец. phone — звук) — ударний інструмент визначеної висоти звука з родини ідіофонів, за конструкцією схожий на ксилофон. Джерелом звука в Тубафоні є металеві трубочки різного розміру, з'єднані струнами. Звук —
ніжний, кришталевий — видобувають двома дерев'яними паличками з колотушками на
кінцях. Техніка гри така сама, як у вібрафона. Входить переважно до складу естрадних
оркестрів.